# Ivan Zeljković
Ivan Zeljković (* 31. August 1994) ist ein kroatischer Volleyballspieler.

## Karriere
Zeljković spielte in der Saison 2019/20 bei Mladost Ribola Kaštela. Mit dem Verein trat er im Challenge Cup an. Danach wechselte der Außenangreifer zu HAOK Mladost Zagreb. Mit Zagreb gewann er von 2021 bis 2023 dreimal in Folge die nationale Meisterschaft sowie 2022 den kroatischen Pokal. International trat er mit dem Verein in der Saison 2021/22 erst in der Champions League und dann im CEV-Pokal an. Auch in der folgenden Saison spielte Zagreb im CEV-Pokal. 2023 ging Zeljković zum französischen Erstligisten Saint-Nazaire Volley-Ball Atlantique. Mit den Franzosen erreichte er das Achtelfinale im Challenge Cup. Anschließend gewann er mit dem Team die französische Meisterschaft. Mit der kroatischen Nationalmannschaft spielte Zeljković im Sommer 2024 in der Volleyball-Europaliga. Danach wurde er vom deutschen Bundesligisten VfB Friedrichshafen verpflichtet.